# Elaver
Elaver är ett släkte av spindlar. Elaver ingår i familjen säckspindlar.

## Dottertaxa tillElaver, i alfabetisk ordning[1]
- Elaver achuca
- Elaver barroana
- Elaver brevipes
- Elaver calcarata
- Elaver carlota
- Elaver chisosa
- Elaver crinophora
- Elaver crocota
- Elaver cubana
- Elaver depuncta
- Elaver dorotheae
- Elaver elaver
- Elaver excepta
- Elaver exempta
- Elaver grandivulva
- Elaver hortoni
- Elaver implicata
- Elaver juana
- Elaver kawitpaaia
- Elaver kohlsi
- Elaver languida
- Elaver linguata
- Elaver lutescens
- Elaver madera
- Elaver mulaiki
- Elaver multinotata
- Elaver orvillei
- Elaver placida
- Elaver portoricensis
- Elaver quadrata
- Elaver richardi
- Elaver sericea
- Elaver sigillata
- Elaver simplex
- Elaver tenera
- Elaver tenuis
- Elaver texana
- Elaver tigrinella
- Elaver tricuspis
- Elaver tristani
- Elaver tumivulva
- Elaver turongdaliriana
- Elaver valvula
- Elaver wheeleri
- Elaver vulnerata